# معاون رئیس‌جمهور ارمنستان
معاون رئیس‌جمهور ارمنستان (انگلیسی: Vice President of Armenia) یک پست سیاسی در دولت ارمنستان بود که در سال ۱۹۹۱ ایجاد شد. این پست بر اساس قانون اساسی ۱۹۹۵ ملغی شد.

## Officeholders
| No. | نگاره | نام               | Inaugurated   | ترک پست      |
| --- | ----- | ----------------- | ------------- | ------------ |
| ۱   |       | گاگیک هاروتیونیان | ۱۶ اکتبر ۱۹۹۱ | ۶ فوریه ۱۹۹۶ |